# 佐賀県道294号薬師丸佐賀停車場線
佐賀県道294号薬師丸佐賀停車場線（さがけんどう294ごう やくしまるさがていしゃじょうせん）は、佐賀県佐賀市を通る一般県道である。

## 概要
佐賀市久保泉町大字上和泉から佐賀市駅前中央1丁目に至る。
終点付近は佐賀駅などがあり、佐賀市の中心部で交通量が多い。

### 路線データ
- 起点：佐賀県佐賀市久保泉町大字上和泉（村徳永交差点、佐賀県道48号佐賀外環状線交点）
- 終点：佐賀県佐賀市駅前中央1丁目（さが維新広場交差点[1]、佐賀県道29号佐賀停車場線交点、佐賀県道267号松尾佐賀停車場線終点）

## 路線状況

### バイパス・新道
高津九郎橋で巨勢川を渡り、さらに徳永橋で焼原川を渡って村徳永交差点に至る2車線改良の区間がバイパスとなっている。東渕（兵庫町渕）から村徳永（金立町薬師丸）までの区間は、薬師丸橋（2004年開通）で巨勢川を渡り巨勢川左岸（東側）堤防上を通るのが元の路線。

### 道路施設

#### 橋梁
- 徳永橋（焼原川、佐賀市）
- 高津九郎橋（巨勢川、佐賀市）
- 下渕橋（佐賀市）
- 大財橋（佐賀市）

## 地理

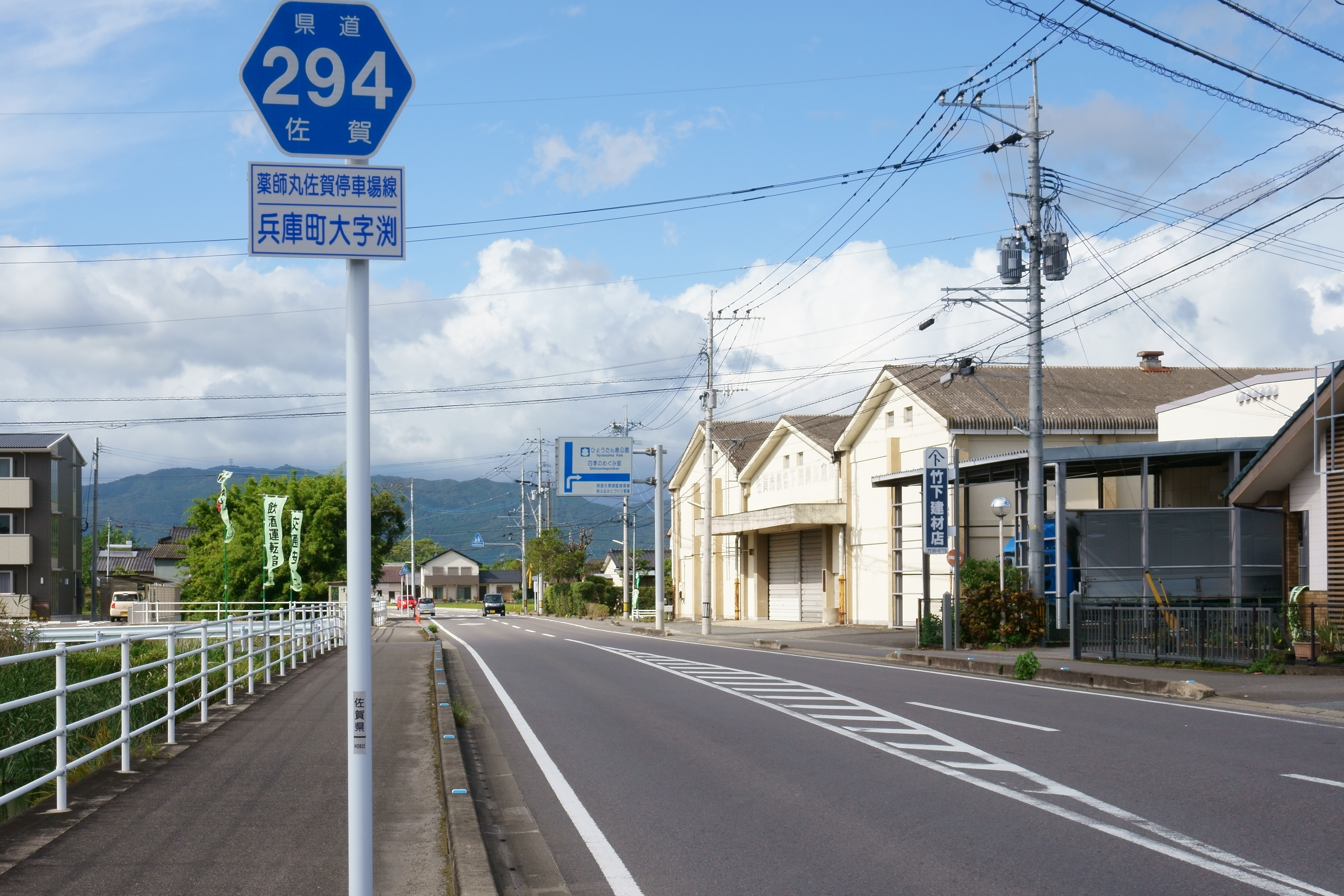
佐賀市兵庫町渕

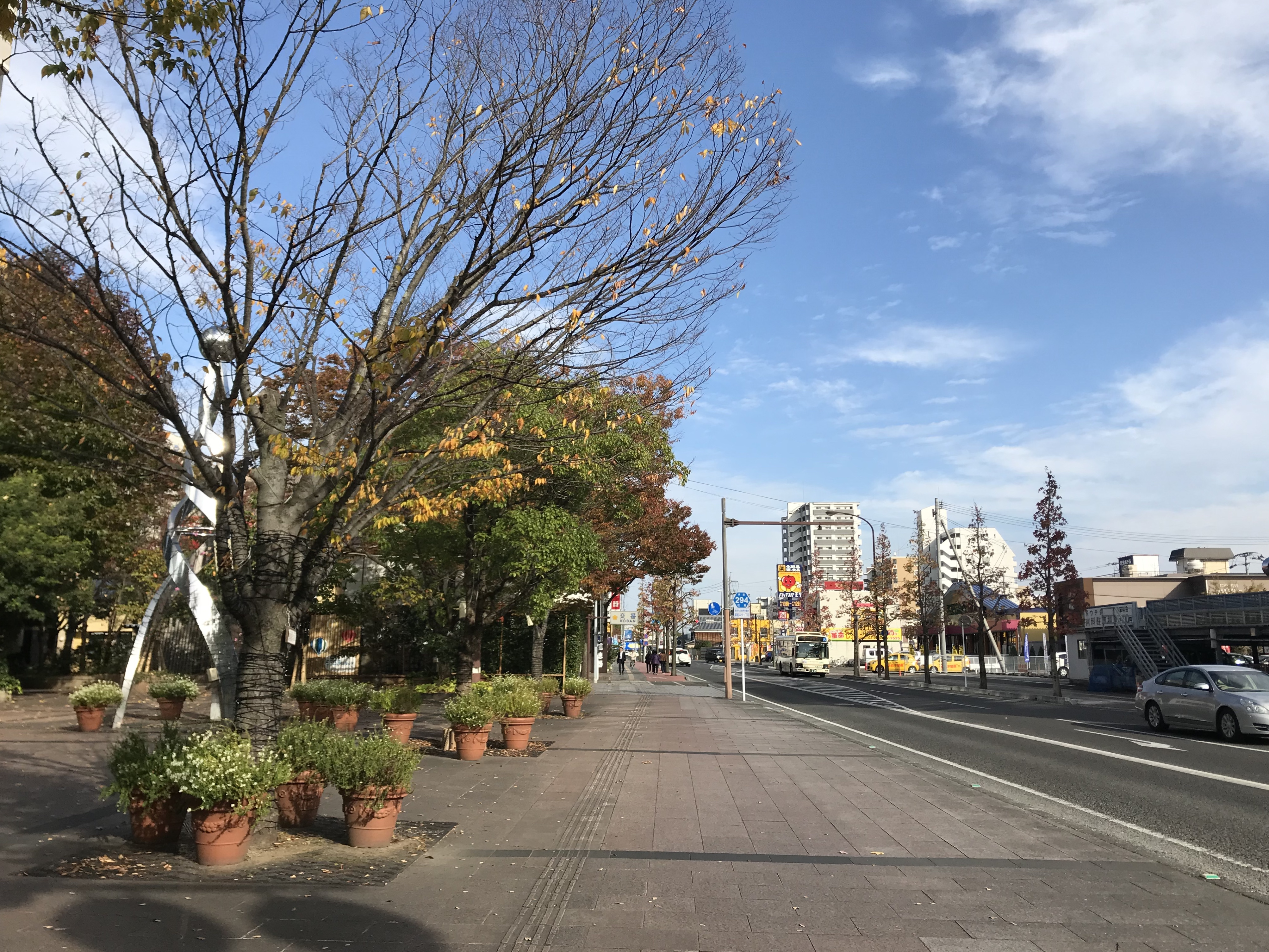
さが維新広場交差点付近

### 通過する自治体
- 佐賀市

### 交差する道路
| 交差する道路                                           | 交差する場所       | 交差する場所                                                                                           |
| ------------------------------------------------------ | ------------------ | --- |
| 佐賀県道48号佐賀外環状線                               | 久保泉町大字上和泉 | 村徳永交差点 / 起点                                                                                    |
| 佐賀県道48号佐賀外環状線                               | 久保泉町大字上和泉 | 念仏橋東交差点 / 旧道起点【北緯33度18分23.4秒 東経130度18分43.7秒 / 北緯33.306500度 東経130.312139度】 |
| 佐賀県道294号薬師丸佐賀停車場線 / 旧道                 | 兵庫町大字渕       | |
| 国道34号                                               | 兵庫町大字渕       | 下渕交差点                                                                                             |
| 佐賀県道333号佐賀環状東線                              | 兵庫南3丁目        | 東中野交差点                                                                                           |
| 佐賀県道30号佐賀川副線                                 | 大財北町           | 大財北町交差点                                                                                         |
| 佐賀県道29号佐賀停車場線 佐賀県道267号松尾佐賀停車場線 | 駅前中央1丁目      | さが維新広場交差点 / 終点                                                                              |

### 交差する鉄道
- 長崎本線

### 沿線
- 佐賀市立兵庫小学校
- 佐賀市役所
- JR九州長崎本線 佐賀駅